# Kochać latem (singel Mega Dance)
Kochać latem – singiel zespołu Mega Dance wydany w sierpniu 2010 roku w firmie fonograficznej Hit'n'Hot. Singel zawiera piosenkę "Kochać latem" w wersjach oryginalnych i w dwóch remixach, "Na ostro" w 3 wersjach i w aranżu, dwie wersje "A Ty się śmiejesz" oraz utworek "Ewo" w długiej wersji. Do tytułowego singla nagrano teledysk.

## Lista utworów
1. "Kochać latem" stavros edit 3:08
2. "Kochać latem" radio edit 3:10
3. "Kochać latem" remix 3:32
4. "Na ostro" radio version 4:09
5. "Na ostro" remix 3:37
6. "Na ostro" gitarra version 4:05
7. "Na ostro" aranż 4:08
8. "A Ty się śmiejesz" radio version 3:27
9. "A Ty się śmiejesz" aranż 3:26
10. "Ewo" radio version 5:10